# ¡Lo que puede un sastre!
|  |

El aguafuerte ¡Lo que puede un sastre! es un grabado de la serie Los Caprichos del pintor español Francisco de Goya. Está numerado con el número 52 en la serie de 80 estampas. Se publicó en 1799.

## Interpretaciones de la estampa
Existen varios manuscritos contemporáneos que explican las láminas de los Caprichos. El que se encuentra en el Museo del Prado se tiene como autógrafo de Goya, pero parece más bien despistar y buscar un significado moralizante que encubra significados más arriesgados para el autor. Otros dos, el que perteneció a Ayala y el que se encuentra en la Biblioteca Nacional, realzan la parte más escabrosa de las láminas.
- Explicación de esta estampa del manuscrito del Museo del Prado: ¡Cuantas veces un bicho ridículo se transforma de repente en un fantasmón que no es nada y aparenta mucho!. Tanto puede la habilidad de un sastre y la bobería de quien juzga las cosas por lo que parecen.[2]

- Manuscrito de Ayala: La superstición hace adorar un tronco vestido al público ignorante.[2]

- Manuscrito de la Biblioteca Nacional: La superstición general hace que todo un pueblo se prosterne y adore con temor a un tronco cualquiera, vestido de santo.[2]